# GP Denain 2007
De 49e editie van de wielerwedstrijd GP Denain werd gehouden op 19 april 2007. De start en finish vonden plaats in Raismes en Denain. De wedstrijd maakte deel uit van de UCI Europe Tour 2007, in de categorie 1.HC.

## Uitslag
| GP Denain 2007 (199,4 km) |                    |                                       |          |
| Plaats                    | Naam               | Ploeg                                 | tijd     |
| Winnaar                   | Sébastien Chavanel | La Française des Jeux                 | 4u18'56" |
| 2                         | Mark Renshaw       | Crédit Agricole                       | z.t.     |
| 3                         | Eric Baumann       | Team T-Mobile                         | z.t.     |
| 4                         | Saïd Haddou        | Bouygues Telecom                      | z.t.     |
| 5                         | Gorik Gardeyn      | / Unibet.com                          | z.t.     |
| 6                         | Nicolas Roche      | Crédit Agricole                       | z.t.     |
| 7                         | Jérémie Galland    | Aubervilliers 93                      | z.t.     |
| 8                         | Jean-Patrick Nazon | AG2R Prévoyance                       | z.t.     |
| 9                         | Jimmy Engoulvent   | Crédit Agricole                       | z.t.     |
| 10                        | Steven Caethoven   | Chocolade Jacques-Topsport Vlaanderen | z.t.     |

1959 · 1960 · 1961 · 1962 · 1963 · 1964 · 1965 · 1966 · 1967 · 1968 · 1969 · 1970 · 1971 · 1972 · 1973 · 1974 · 1975 · 1976 · 1977 · 1978 · 1979 · 1980 · 1981 · 1982 · 1983 · 1984 · 1985 · 1986 · 1987 · 1988 · 1989 · 1990 · 1991 · 1992 · 1993 · 1994 · 1995 · 1996 · 1997 · 1998 · 1999 · 2000 · 2001 · 2002 · 2003 · 2004 · 2005 · 2006 · 2007 · 2008 · 2009 · 2010 · 2011 · 2012 · 2013 · 2014 · 2015 · 2016 · 2017 · 2018 · 2019 · 2020 · 2021 · 2022 · 2023 · 2024 · 2025